# Apocryptodon madurensis
Apocryptodon madurensis és una espècie de peix de la família dels gòbids i de l'ordre dels perciformes.

## Morfologia
- Els mascles poden assolir 9 cm de longitud total.[6][7]

## Hàbitat
És un peix de clima tropical i demersal.

## Distribució geogràfica
Es troba a Austràlia, Cambodja, la Xina (incloent-hi Hong Kong), l'Índia, Indonèsia, el Japó, Kuwait, Papua Nova Guinea, les Filipines, Singapur, Taiwan, Tailàndia i el Vietnam.

## Costums
Acostuma a ocupar caus excavats per Alpheus bisincisus.

## Observacions
És inofensiu per als humans.